# Paulínia
Paulínia è un comune del Brasile nello Stato di San Paolo, parte della mesoregione di Campinas e della microregione di Paulínia.

## Storia
Deve il suo nome al proprietario terriero José Paulino Nogueira (1853-1915), che donò i terreni sui quali nel 1906 venne fondata la città. I primi insediamenti della città, infatti, in origine si chiamavano Vila José Paulino fino al 1944 quando un Decreto Statale proibì di chiamare i comuni coi nomi di persone. Da allora cominciò a chiamarsi col nome attuale.
Nel corso degli anni il paese ha conosciuto una crescita sociale notevole, fra cui la costruzione di un Ospedale, di una Biblioteca virtuale, e di un Sambodromo al coperto, che risulta essere uno dei più grandi di tutto il Brasile.

## Galleria d'immagini

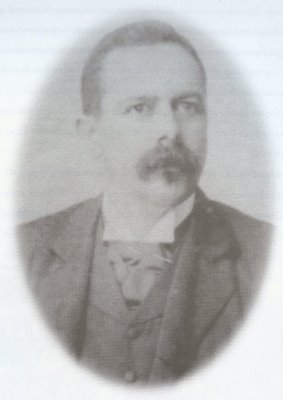
José Paulino Nogueira
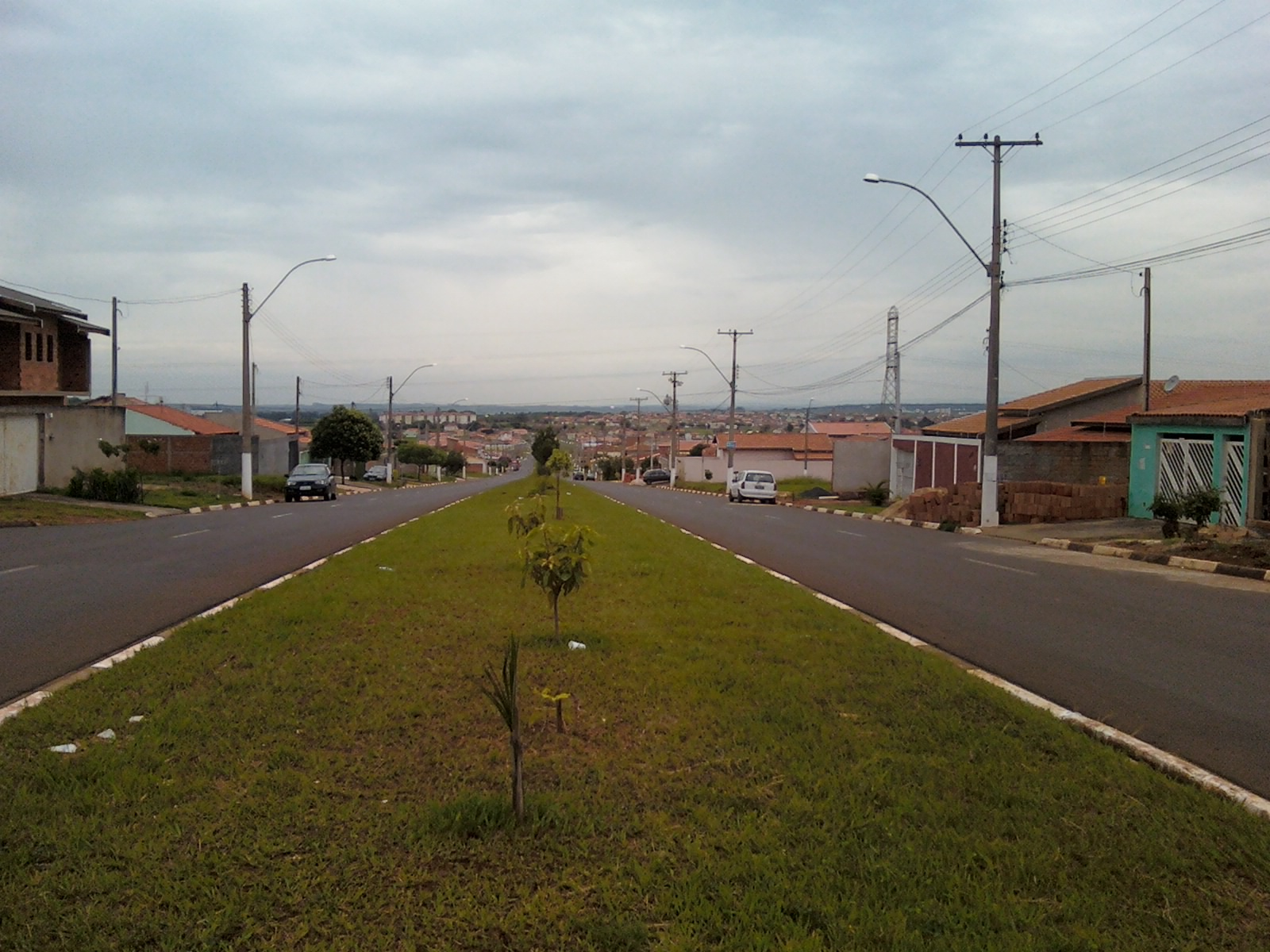
Quartiere Marieta Dian
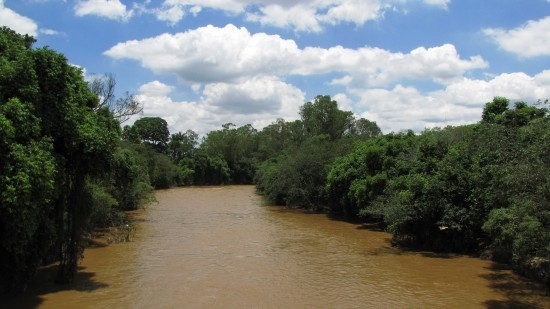
Il fiume Atibaia